# 广纳镇
广纳镇，是中华人民共和国四川省巴中市通江县下辖的一个乡镇级行政单位。2020年5月，撤销东山乡，将其所属行政区域划归广纳镇管辖。

## 行政区划
广纳镇下辖以下地区：
广纳街道社区、梓潼街道社区、石庙街道社区、碑垭湾村、金堂村、铁山村、新桥村、火峰村、檬子垭村、铜钵山村、佛驹山村、高坑村、龙家扁村、独柏树村、金光村、龙头山村、清寺桠村、顺石岭村、红星村、红光村、渠江村、长兴村、七水村和万轮村。